# Sienica (województwo zachodniopomorskie)
Sienica (niem. Jakobsdorf) – wieś sołecka w Polsce położona w województwie zachodniopomorskim, w powiecie drawskim, w gminie Kalisz Pomorski. W latach 1975–1998 miejscowość administracyjnie należała do województwa koszalińskiego. W roku 2007 wieś liczyła 158 mieszkańców. Najbardziej na północ położona miejscowość gminy.

## Geografia
Wieś leży ok. 14 km na północny wschód od Kalisza Pomorskiego, w pobliżu rzeki Studzienicy, między Starą Studnicą a miejscowością Żabinek.

## Zabytki i atrakcje turystyczne
Kościół filialny, gotycki z 1830 r. pw. Zesłania Ducha Świętego, rzymskokatolicki należący do parafii św. Wojciecha w Wierzchowie, dekanatu Drawsko Pomorskie, diecezji koszalińsko-kołobrzeskiej, metropolii szczecińsko-kamieńskiej.